# Министерство социального обеспечения и социальной защиты Исландии
Министерство социального обеспечения и социальной защиты (Исландия) находится на уровне кабинета министров в правительстве Исландии. До 2007 года министерство было известно просто как Министерство социальных дел. С 10 мая 2009 года, министром является Арни Пэлл Арнасон из Социал-демократического альянса.

## Бывшие министры
- Аста Йоханнесдоттир (1 февраля 2009 - 10 мая 2009 года)
- Йоханна Сигурдардоттир (24 мая 2007 - 1 февраля 2009 года)
- Магнус Стефанссон (15 июня 2006 - 24 мая 2007 года)
- Йона Кристианссон (7 марта 2006 - 15 июня 2006 года)
- Арни Магнуссон (23 мая 2003 - 7 марта 2006 года)
- Пауль Пьетурссон (23 апреля 1995 - 23 мая 2003 года)
- Йоханна Сигурдардоттир (8 июля 1987 - 24 июня 1994 года)